# Classique Paul Hunter de snooker 2011
Le Classique Paul Hunter 2011 est un tournoi de snooker classé mineur, qui s'est déroulé du 25 au 28 août 2011 au StadtHalle à Fürth en Allemagne.

## Déroulement
Il s'agit de la quatrième épreuve du Championnat européen des joueurs, une série de tournois disputés en Angleterre (7 épreuves) et en Europe (5 épreuves), lors desquels les joueurs doivent accumuler des points afin de se qualifier pour la grande finale à Galway.
L'événement compte un total de 244 participants, dont 128 ont atteint le tableau final. Le vainqueur remporte une prime de 10 000 €. Pour la première fois sur le circuit européen, une table est télévisée via Eurosport.
Le tournoi est remporté par Mark Selby qui domine largement Mark Davis en finale par 4 manches à 0. Selby a notamment éliminé Ronnie O'Sullivan en demi-finales, ce dernier ayant réalisé son 11e break maximum en carrière lors des tours précédents.

## Dotation
La répartition des prix est la suivante :
- Vainqueur : 10 000 €
- Finaliste : 5 000 €
- Demi-finaliste : 2 500 €
- Quart de finaliste : 1 500 €
- 8èmes de finale : 1 000 €
- 16èmes de finale : 600 €
- Deuxième tour : 200 €
- Dotation totale : 50 000 €

## Phases finales
|  | Quarts de finale au meilleur des 7 manches | Quarts de finale au meilleur des 7 manches | Quarts de finale au meilleur des 7 manches |            |                | Demi-finales au meilleur des 7 manches | Demi-finales au meilleur des 7 manches | Demi-finales au meilleur des 7 manches |  |  | Finale au meilleur des 7 manches | Finale au meilleur des 7 manches | Finale au meilleur des 7 manches |
|  |                                            |                                            |                                            |            |                |                                        |                                        |                                        |  |  |                                  |                                  |                                  |
|  |                                            | Passakorn Suwannawat                       | 1                                          |            |                |                                        |                                        |                                        |  |  |                                  |                                  |                                  |
|  |                                            | Neil Robertson                             | 4                                          |            |                |                                        |                                        |                                        |  |  |                                  |                                  |                                  |
|  |                                            | Neil Robertson                             | 4                                          |            | Neil Robertson | 2                                      |                                        |                                        |  |  |                                  |                                  |                                  |
|  |                                            |                                            |                                            |            | Neil Robertson | 2                                      |                                        |                                        |  |  |                                  |                                  |                                  |
|  |                                            |                                            | Mark Davis                                 | 4          |                |                                        |                                        |                                        |  |  |                                  |                                  |                                  |
|  |                                            | Mark Davis                                 | Mark Davis                                 | 4          | 4              |                                        |                                        |                                        |  |  |                                  |                                  |                                  |
|  |                                            | Mark Davis                                 |                                            |            | 4              |                                        |                                        |                                        |  |  |                                  |                                  |                                  |
|  |                                            | Fergal O'Brien                             | 0                                          |            |                |                                        |                                        |                                        |  |  |                                  |                                  |                                  |
|  |                                            |                                            |                                            |            |                |                                        |                                        |                                        |  |  |                                  | Mark Davis                       | 0                                |
|  |                                            |                                            |                                            | Mark Selby | 4              |                                        |                                        |                                        |  |  |                                  |                                  |                                  |
|  |                                            | Mark Selby                                 | 4                                          |            |                |                                        |                                        |                                        |  |  |                                  |                                  |                                  |
|  |                                            | Stephen Lee                                | 1                                          |            |                |                                        |                                        |                                        |  |  |                                  |                                  |                                  |
|  |                                            | Stephen Lee                                | 1                                          |            | Mark Selby     | 4                                      |                                        |                                        |  |  |                                  |                                  |                                  |
|  |                                            |                                            |                                            |            | Mark Selby     | 4                                      |                                        |                                        |  |  |                                  |                                  |                                  |
|  |                                            |                                            | Ronnie O'Sullivan                          | 3          |                |                                        |                                        |                                        |  |  |                                  |                                  |                                  |
|  |                                            | Yu Delu                                    | Ronnie O'Sullivan                          | 3          | 3              |                                        |                                        |                                        |  |  |                                  |                                  |                                  |
|  |                                            | Yu Delu                                    |                                            |            | 3              |                                        |                                        |                                        |  |  |                                  |                                  |                                  |
|  |                                            | Ronnie O'Sullivan                          | 4                                          |            |                |                                        |                                        |                                        |  |  |                                  |                                  |                                  |

## Finale
| Finale au meilleur des 7 manches Arbitre : Marcel Eckardt |                          |                       |
| Mark Davis Angleterre                                     | 0 - 4 ( - )              | Mark Selby Angleterre |
| 0 ???                                                     | Centuries Meilleur break | 0 99                  |
| Mark Selby remporte le Classique Paul Hunter 2011         |                          |                       |